# Zeit (album de Tangerine Dream)
Pour les articles homonymes, voir Zeit.
Albums de Tangerine Dream
Alpha Centauri
(1971) Atem
(1973)
Zeit est un double album de Tangerine Dream réalisé en 1972, et est aussi le troisième album du groupe, qui est alors composé d'Edgar Froese, Christopher Franke et Peter Baumann, ce dernier étant alors récemment arrivé dans la formation. Steve Schroyder, Florian Fricke (du groupe Popol Vuh) et quatre violoncellistes (Christian Vallbracht, Jochen von Grumbcow, Hans Joachim Brüne, Johannes Lücke) ont également participé à l'album.
Sur cet album, Tangerine Dream se débarrasse totalement de ses racines krautrock, lesquelles étaient encore légèrement présentes sur Alpha Centauri, et livre un album pleinement représentatif de la musique dite « planante » de l'époque, ne contenant d'autre mélodie qu'une suite de nappes sonores issues d'une superposition de violoncelles, nappes de synthétiseurs EMS VCS3, et bruitages divers.
Zeit peut être vu comme l'album précurseur du dark ambient.

## Musiciens
- Edgar Froese : guitare glissando, générateurs audio
- Christopher Franke : claviers, cymbales, VCS3 synthétiseur analogique
- Peter Baumann : Orgue, vibraphone, synthétiseur analogique VCS3

## Musiciens invités
- Steve Schroyder : Orgue outro sur "Birth of Liquid Plejades"
- Florian Fricke : Synthétiseur Moog sur "Birth of Liquid Plejades"
- The Cologne Cello Quartet : Intro violoncelle sur "Birth of Liquid Plejades"
  - Christian Vallbracht
  - Joachim von Grumbkow ; crédité comme Jochen von Grumbcow ; cofondateur de Hoelderlin
  - Hans Joachim Brüne
  - Johannes Lücke

## Crédits
- Tangerine Dream : production
- Dieter Dierks : ingénieur du son
- Edgar Froese : pochette
- Monique Froese :– photographie de couverture et de pochette

## Titres
| No | Titre                                                 | Durée |
| -- | ----------------------------------------------------- | ----- |
| 1. | First movement : Birth of Liquid Plejades             | 20:00 |
| 2. | Second movement : Nebulous Dawn                       | 18:00 |
| 3. | Third movement : Origin of Supernatural Probabilities | 20:12 |
| 4. | Fourth movement : Zeit                                | 17:43 |